# Nancy Ostrander
Nancy Ostrander  (Indianapolis, 25 oktober 1925, aldaar 8 februari 2024) was een Amerikaans diplomaat. Ze was van 1978 tot 1980 ambassadeur in Suriname.

## Biografie
Nancy Ostrander studeerde aan de Butler University in haar geboorteplaats en sloot haar studie af met een Bachelor of Arts. In 1956 trad ze in dienst van het ministerie van Buitenlandse Zaken. Tijdens haar carrière, in 1974, slaagde ze voor een vervolgstudie aan het National War College in Washington D.C.
Ze werkte op diplomatieke posten in België, Mexico en Jamaica. In de jaren 1970 keerde ze terug naar het ministerie in Washington, waar ze werd onderscheiden met de Superior Honor Award. Ze ontwikkelde zich verder op het gebied van personele zaken, tot in 1978 als senior medewerker in plaatsingsbeleid. Op 25 mei 1978 werd ze benoemd tot ambassadeur van Suriname en op 29 juni overhandigde ze haar geloofsbrieven. Ze bleef aan tot 8 juli 1980, enkele maanden nadat daar de Sergeantencoup plaats had gevonden. In Suriname werd ze onderscheiden in de Ere-Orde van de Palm. In hetzelfde jaar werd haar de Kappa Kappa Gamma uitgereikt als Outstanding Woman.
In 1980 werkte ze opnieuw op het gebied van personeelsinzet in Washington. Van 1982 tot 1984 was ze inspecteur en daarna een jaar als diplomat-in-residence aan de Indiana University-Purdue University Indianapolis. In 1989 ging ze met pensioen.
Op 8 februari 2024 is Ostrander overleden in haar huis in Indianapolis.